# إيران آسمان الرحلة 746
رحلة إيران آسمان رقم 746 كانت رحلة بطائرة فوكر F-28 تابعة لشركة إيران آسمان للطيران، تعمل على خط أصفهان–طهران في إيران. تحطمت الرحلة بالقرب من مدينة نطنز في 12 أكتوبر 1994، مما أدى إلى وفاة جميع الركاب وأفراد الطاقم.

## الحادث
في 12 أكتوبر 1994، أقلعت الرحلة من مطار أصفهان الدولي متجهة إلى مطار مهرآباد الدولي وعلى متنها 59 راكبًا وسبعة من أفراد الطاقم. بعد حوالي 35 دقيقة من الإقلاع، فقدت المحركان كليًا قوتهما وتوقفا عن العمل بسبب تلوث الوقود. دخلت الطائرة في هبوط غير مسيطر عليه؛ وبعد 47 ثانية، تحطمت الرحلة 746 على جانب جبل وانفجرت. وُجد حطام الطائرة في منطقة تبلغ مساحتها 300 متر مربع بالقرب من مدينة نطنز. توفي جميع الركاب السبعة والخمسون وأفراد الطاقم السبعة في الحادث.